# René Méjean
René Méjean (* 1904 in Ganges (Hérault); † 1986 in Saint-Hilaire-Saint-Mesmin) war ein französischer Journalist und Autor okzitanischer Sprache.

## Leben und Werk
René (okzitanisch: Reinié) Méjean war Gymnasiallehrer für Spanisch. Als engagiertes Mitglied  (und ab 1978 Majoral, d. h. Senator) des Félibrige war er von 1960 bis 1966 Chefredakteur der Revue de langue et littérature d'oc (Organ des Centre d'études et de cultures provençales), ferner (als Nachfolger von Roger Barthe) von 1968 bis 1986 Herausgeber der Zeitschrift La France latine (Nachfolgerin war seine Tochter Suzanne Thiolier-Méjean). Méjean übersetzte Werke seines italienischen Übersetzers Marino Piazzolla (1910–1985) ins Okzitanische.
Der Dichter Méjean war 1976 Träger des Félibrige-Preises Grand lauréat des Jeux floraux.

## Werke
- Lou tems clar. Pouèmo prouvençau, Paris 1968
- L'armana estrassa = L'almanach déchiré, Toulon 1971 
  - L'almanacco strappato, ins Italienische übersetzt von Marino Piazzolla, Mailand 1974
- Noto de cresten e d'aven= Notes de cime et d'abîme, Toulon 1974
- (mit Marino Piazzolla)  Balado d'a dos voues = Ballade à deux voix. Dans Paris nos deux ombres = Ballade du dernier soir, Toulon 1975
- Lou cant viradis emé d'àutri pouèmo = Le chant tournant et autres poèmes, Toulon  1979  
  - Il canto tornante e altre poesie, ins Italienische übersetzt von Marino Piazzolla, Rom 1980
- Dóu laberinto escoundu = Du labyrinthe caché, Toulon 1985

### Übersetzungen
- Marino Piazzolla, Letro de la femo baujo = Lettere della sposa demente = Lettres de l'épouse démente, Toulon 1977